# (466586) 2014 UE101
(466586) 2014 UE101 es un asteroide perteneciente al cinturón de asteroides, descubierto el 10 de octubre de 2007 por el equipo Spacewatch desde el Observatorio Nacional de Kitt Peak (Arizona, Estados Unidos).